# Киричук, Василий Павлович
Василий Павлович Киричук (1924-1944) — красноармеец Рабоче-крестьянской Красной Армии, участник Великой Отечественной войны, Герой Советского Союза (1944).

## Биография
Василий Киричук родился 16 января 1924 года в селе Словатичи. После окончания сельской школы работал батраком, затем в колхозе. В июне 1941 года Киричук оказался в оккупации. После освобождения его родных мест в марте 1944 года Киричук был призван на службу в Рабоче-крестьянскую Красную Армию. С июня того же года — на фронтах Великой Отечественной войны, был стрелком 938-го стрелкового полка 306-й стрелковой дивизии 43-й армии 1-го Прибалтийского фронта. Отличился во время освобождения Белорусской ССР.
25 июня 1944 года Киричук под массированным вражеским огнём переправился через Западную Двину в районе деревни Шарипино Бешенковичского района Витебской области и с ходу вступил в бой с противником на западном берегу. Действия Киричука способствовали успешному захвату и удержанию плацдарма. 26 июня он получил тяжёлое ранение, от которого скончался 13 июля 1944 года.
Похоронен в городе Поставы Витебской области.

## Награды и звания
Указом Президиума Верховного Совета СССР от 22 июля 1944 года за «мужество, отвагу и героизм, проявленные в борьбе с немецкими захватчиками» красноармеец Василий Киричук посмертно был удостоен высокого звания Героя Советского Союза. Также посмертно был награждён орденом Ленина.

## Память
- 20 апреля 1968 года пионерской дружине средней школы № 4 г. Поставы присвоено имя Героя Советского Союза Василия Павловича Киричука.
- В честь В. П. Киричука названа улица в Поставах[1].
- Стела с именем В. П. Киричука на Аллее Героев в Поставах (пл. Ленина)[2].